# Nepalci
| Jeziki v Nepalu (2011 ) | Jeziki v Nepalu (2011 ) | Jeziki v Nepalu (2011 ) | Jeziki v Nepalu (2011 ) | Jeziki v Nepalu (2011 ) |
| ----------------------- | ----------------------- | ----------------------- | ----------------------- | ----------------------- |
| Jezik                   | Jezik                   |                         | v %                     | v %                     |
| Nepalščina              | Nepalščina              |                         | 44.6%                   | 44.6%                   |
| Maithili                | Maithili                |                         | 11.7%                   | 11.7%                   |
| Drugi                   | Drugi                   |                         | 10.4%                   | 10.4%                   |
| Bhojpuri                | Bhojpuri                |                         | 6%                      | 6%                      |
| Tharu                   | Tharu                   |                         | 5.8%                    | 5.8%                    |
| Tamang                  | Tamang                  |                         | 5.1%                    | 5.1%                    |
| Newar                   | Newar                   |                         | 3.2%                    | 3.2%                    |
| Magar                   | Magar                   |                         | 3%                      | 3%                      |
| Bajjika                 | Bajjika                 |                         | 3%                      | 3%                      |
| Urdu                    | Urdu                    |                         | 2.6%                    | 2.6%                    |
| Avadhi                  | Avadhi                  |                         | 1.9%                    | 1.9%                    |
| Limbu                   | Limbu                   |                         | 1.3%                    | 1.3%                    |
| Gurung                  | Gurung                  |                         | 1.2%                    | 1.2%                    |
| Neopredeljeno           | Neopredeljeno           |                         | 0.2%                    | 0.2%                    |

Nepalci so Indoarijska in Kitajsko-Tibetanska ljudstva, ki prebivajo v Nepalu in imajo pod določbah te države nepalsko državljanstvo. Ta država je domovina mnogih različnih nacionalnosti. Zato Nepalce ne moremo šteti po njihovi nacionalnosti ali pripadnosti Nepalskim etničnim skupinam oziroma etnični pripadnosti, ampak po njihovem državljanstvu. Čeprav državljani predstavljajo večino Nepalcev, lahko tudi ne-državljani, dvojni državljani in izseljenci izkazujejo svojo Nepalsko identiteto. Nepalci so tudi potomci migrantov iz Indije, Tibeta, in delov Burme in Yunnana, ter sorodstvene povezave z ljudstvi v Centralni Aziji, t.i. domorodnimi ljudstvi.
Nepal je multikulturalna in multietnična država. Katmandujska dolina sredi hribovitega območja predstavlja le majhen del teritorija države, ki je najgosteje poseljena, in kjer živi skoraj 5% prebivalcev države.
1. 1 2  http://unstats.un.org/unsd/demographic/sources/census/wphc/Nepal/Nepal-Census-2011-Vol1.pdf
2. ↑  Abstract of speakers' strength of languages and mother tongues – 2000, Census of India, 2001
3. ↑  http://archive.ethnologue.com/16/show_language.asp?code=nep
4. ↑  »ASIAN ALONE OR IN COMBINATION WITH ONE OR MORE OTHER RACES, AND WITH ONE OR MORE ASIAN CATEGORIES FOR SELECTED GROUPS«. United States Census Bureau. United States Department of Commerce. 2010. Pridobljeno 13. septembra 2016.
5. ↑  »Thematic Report: Ethnic Minorities« (PDF). Publications and Products of the 2006 Population By-census. Census and Statistics Department, Hong Kong (xvi). 28. december 2007. Arhivirano iz prvotnega spletišča (PDF) dne 21. julija 2011. Pridobljeno 23. januarja 2008.
6. ↑  Statistics Canada. »2011 National Household Survey: Data tables«. Pridobljeno 13. oktobra 2011.
7. ↑  The Irrawaddy - LAWI WENG. »The Forgotten Gurkhas of Burma«. The Irrawaddy. Pridobljeno 20. maja 2014.
8. ↑  »Nepalese peoples and nationality law«. The World Factbook. CIA. Arhivirano iz prvotnega spletišča dne 29. decembra 2010.